# Jasmin Trtovac
Jasmin Trtovac (n. 27 decembrie 1986, Novi Pazar, Iugoslavia) este un fotbalist sârb care evoluează în prezent pentru Gaz Metan Mediaș. Un alt club din România la care a evoluat este Gloria Bistrița.